# Brahmarakshasa

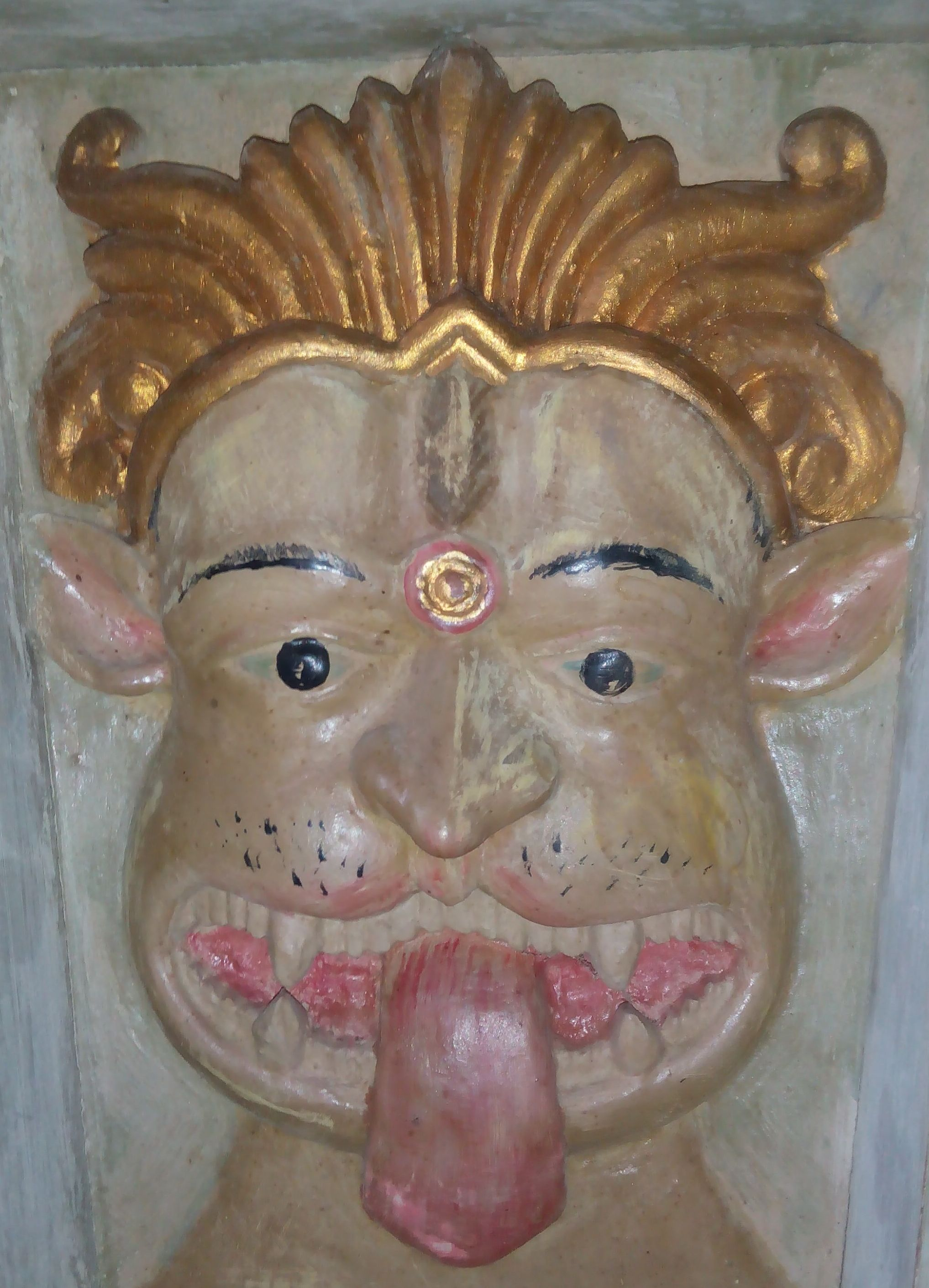

Le BrahmarākŞhasa est une créature de la mythologie hindoue proche du vampire européen, et qui s'attaque aux humains pour leur sucer le sang. Originellement, ce sont des fantômes de brahmanes.
C'est un Rākshasa, un démon.